# Patrick Beven
Pour les articles homonymes, voir Beven.
Patrick Beven, né le 12 juin 1978 au  Brésil, est un surfeur français qui est également de nationalité brésilienne.
En 2009, il crée la marque de sous-vêtements Moskova avec deux autres surfeurs Jérémy Florès et Mikaël Picon ainsi que l'aide de Quiksilver.

## Biographie
Il a commencé à surfer à l’âge de huit ans à Niterói, près de Rio de Janeiro.

Il quitte le Brésil pour la France, il a alors quinze ans. Il devient alors en France, un local de La Grande Plage de Biarritz.

## Palmarès professionnel
C'est le surfeur français (hommes et femmes confondus) qui a le plus de victoires professionnelles (voir article : Surfeurs européens)  8 succès devant Eric Rebière  avec 7.

### Titres
- 2005 : Champion d'Europe
- 2003 : Champion d'Europe
- 2000 : Champion d'Europe Junior
- 1996 : Champion de France Junior

### Victoires
- 2007 : Santa Surf Rip Curl Pro, spot de San Juan à Lanzarote aux îles Canaries (WQS)[2].
- 2006 : Santinho Costao Pro Floripa, sur le spot Costao do Santinho, Florianópolis, Santa Catarina au Brésil (WQS)[3]
- 2005 : Santa Surf Rip Curl Pro, spot de San Juan à Lanzarote aux îles Canaries (WQS).
- 2004 : Pays de la Loire Surf Pro, Brétignolles-sur-Mer, Vendée (WQS).
- 2003 : Onbongo Pro Surfing sur le spot de Praia Mole à Florianópolis au Brésil (WQS).
- 2003 : Santa Surf Rip Curl Series, spot San Juan à Lanzarote aux îles Canaries (WQS).
- 2003 : Ocean & Earth Pro, Las Palmas aux îles Canaries (WQS).
- 2003 : Caparica Pro,  Costa da Caparica au Portugal (WQS).

### WQS
- 2008 : 57e avec 7950 points.
- 2007 : 30e avec 9744 points.
- 2006 : 21e avec 7234 points.
- 2005 :
- 2004 : 86e avec 4415 points.
- 2003 : 25e avec 7278 points.
- 2002 :
- 2001 : 86e avec 4620 points.

## Sources et références
1. ↑  « L’incroyable saga de Moskova »
2. ↑  (fr) sa victoire sur le site de la fédération
3. ↑  (fr) patrick Beven victorieux au Brésil